# 山田重直
山田 重直（やまだ しげなお）は、戦国から安土桃山時代にかけての武将。

## 生涯
『山田氏覚書』によれば、大永5年（1525年）、伯耆国久米郡堤城を本拠地とする山田氏の一族・山田石見守高直（時直とも）の子として誕生。
尼子氏によって堤城を追われた山田氏は但馬山名氏の下に逃れ、そこで「長田姓」に改めた。重直の初見は天文15年（1544年）で長田又五郎の名で登場する。
但馬山名氏に仕えた重直は天文15年（1546年）頃に平三左衛門尉と改め、活躍した。永禄3年（1560年）の私部表合戦、同4年（1561年）の若桜表合戦などで功を為した重直は、因幡国気多郡などに所領を与えられた。
永禄年間に入り、毛利氏と関係を持つようになった重直は永禄5年（1562年）に毛利氏の支援によって堤城を回復、翌年には但馬山名氏から離れて毛利氏の傘下に加わった。帰国後の重直は南条氏の家臣に入ったが、自分自身はあくまでも毛利氏の家臣であると考えていたようであり、永禄9年（1566年）1月には毛利元就から出雲守の受領を与えられている。この他にも、直前まで南条氏の傘下に加わることを小森久綱と共に渋っていた経緯を持つ重直は、南条家内において奉行人という重臣の扱いを受けながらも、微妙な立場に置かれていた。
天正3年（1575年）に南条宗勝が死去、家督を南条元続が継ぐと、重直は意見の対立からさらに孤立を深めていった。当時、元続は福山次郎左衛門の仲介で織田信長と内通するようになっており、吉川元春の命を受けた重直は天正4年（1576年）に福山一族を羽衣石城下の山田館に誘い込んで殺害した。
この事件の後も、重直は南条氏を毛利方に引き留めようと奔走するが、前述の事件なども絡んでかえって逆効果となり、天正7年（1579年）9月、南条元続に堤城を攻撃され子・信直と鹿野城に逃れた。この時、元続には重直を殺害する意思があったらしく重直は間一髪のところで城から逃れたようである。
南条氏と決別した重直は吉川元春の下で南条氏攻撃に加わった。この間、子・信直が急死する悲劇に見舞われるも重直は数多くの軍功を為し、天正10年（1582年）には羽衣石城を自ら落城させることに成功した。しかし、恩賞の先行給付の濫発のために、戦後に重直が手にしたのは久米郡内の僅か28石地のみであった。さらに、天正12年（1584年）の「京芸和睦」で堤城のある久米郡は南条領と確定したため、重直は古くからの本拠地から離れて西伯耆の会見郡小鷹城に移ることを余儀なくされた。
小鷹城時代の重直は60歳～70歳代と高齢で、家督を山田次郎五郎に譲って以降の活動はあまり伝えられていない。『伯耆民談記』によれば、重直は天正20年（1592年）3月14日、小鷹城にて没した。